# Juki Kobajaši
Juki Kobajaši (japonsko 小林 祐希), japonski nogometaš, *24. april 1992.
Za japonsko reprezentanco je odigral osem uradnih tekem.